# Чигу, Даниэль
Даниэль «Дани» Чигу (фр. Daniel "Dani" Chigou; род. 5 июля 1983, Дуала) — бывший камерунский футболист, нападающий.

## Карьера
Чигу родился в Дуале и начал заниматься футболом в Спортивной академии Каджи. В 17 лет он в составе олимпийской сборной Камеруна принял участие в турнире бывшего Французского Содружества в Канаде, где его заметили скауты «Тернаны» из итальянской Серии Б. За клуб он провёл 2 матча. Впоследствии Даниэль долгое время выступал за коллективы из Серии С1 и Серии С2.
В 2007 году камерунец присоединился к румынскому «Фарулу». В первой части сезона 2007/08 он провёл 11 матчей и забил 2 гола. В январе 2008 года клуб принял решение не брать игрока на сборы и отправил тренироваться во вторую команду. В апреле Чигу подписал двухмесячный контракт с чемпионом Венгрии — «Дебреценом». 13 апреля он дебютировал за дублирующий состав в матче Третьей лиги, сразу забив два гола в ворота «Ньирадони». 16 апреля в полуфинале Кубка лиги (впоследствии «Дебрецен» одержал победу в этом турнире) Дани вышел на поле за главную команду и оформил дубль. По окончании сезона контракт с Чигу продлён не был. В составе дубля «Дебрецена» камерунец стал победителем Третьей лиги Венгрии, в ходе которой сыграл 6 матчей и забил 6 голов.
В январе 2009 года Чигу подписал контракт с чешской «Дуклой». Он дебютировал за «Дуклу» в товарищеском матче против «Ваккера» 17 января 2009 года, в котором забил два гола. Уже во второй официальной игре за клуб Чигу оформил хет-трик, а «Дукла» в ней одержала победу над командой «Фотбал Фулнек» с рекордным в своей истории счётом — 6:0.
В сезоне 2009/2010 он забил 14 голов, став лучшим бомбардиром Первой лиги Чехии вместе с Павлом Черным и Карелом Кроупой.
Чигу начал следующий сезон с шести голов в пяти матчах. В нем он снова стал лучшим бомбардиром турнира, забив 19 мячей. После окончания сезона Чигу решил не продлевать контракт и покинул клуб. В Чехии Даниэль за результативную игру удостоился сравнений со знаменитым соотечественником Самюэлем Это’о.
В июле 2011 года Чигу был на просмотре в клубе первого дивизиона Бельгии «Ауд-Хеверле Лёвен», однако ему не предложили контракт, и он вернулся в «Дуклу». 25 августа 2011 года было объявлено о переходе камерунца в команду Первого российского дивизиона «Волгарь-Газпром». Однако за астраханцев камерунец провел лишь два матча и в декабре был выставлен на трансфер. Хазрет Дышеков заявил, что Дани не вписывается в его картину игры. По словам самого футболиста, тренер дал ему понять, что не будет выпускать его на поле, если тот не будет отдавать ему часть зарплаты.
В феврале 2012 года Чигу вернулся в Чехию, снова подписав контракт с «Дуклой», но сразу был отдан в аренду в «Зброёвку».
Чигу вернулся в «Дуклу» летом 2012 года, но не играл за основную команду в первой половине сезона. В феврале 2013 года он был на просмотре в «СК Зноймо», но контракт с нападающим подписан не был. В сезоне 2013/2014 Чигу выступал в чемпионате Кувейта за «Аль-Жару» и забил за коллектив 3 гола.

## Достижения

### Командные
«Дебрецен»:
- Победитель Третьей лиги Венгрии: 2007/2008[29]
- Обладатель Кубка венгерской лиги: 2007/2008 (весна)

«Дукла (Прага)»:
- Победитель Второй лиги Чехии: 2010/2011

### Индивидуальные
- Лучший бомбардир Второй лиги Чехии: 2009/2010, 2010/2011